# Ауль (Німеччина)
Ауль (нім. Aull) — громада в Німеччині, розташована в землі Рейнланд-Пфальц. Входить до складу району Рейн-Лан. Складова частина об'єднання громад Діц.
Площа — 2,18 км2. Населення становить 412 ос. (станом на 31 грудня 2020).